# دیمیتری داویدوویچ
دیمیتری داویدوویچ (هلندی: Dimitri Davidovic؛ زادهٔ ۲۱ مهٔ ۱۹۴۴) مربی فوتبال اهل بلژیک است.

## باشگاهی
از باشگاه‌هایی که در آن بازی کرده‌است می‌توان به ان. ئی. سی و باشگاه فوتبال پارتیزان اشاره کرد.